# Кленчково (Вармінсько-Мазурське воєводство)
Кленчково (пол. Klęczkowo, нім. Klenzkau) — село в Польщі, у гміні Дзялдово Дзялдовського повіту Вармінсько-Мазурського воєводства.
Населення — 121 особа (2011).
У 1975-1998 роках село належало до Цехановського воєводства.

## Демографія
Демографічна структура станом на 31 березня 2011 року:
|          | Загалом | Допрацездатний вік | Працездатний вік | Постпрацездатний вік |
| -------- | ------- | ------------------ | ---------------- | -------------------- |
| Чоловіки | 56      | 10                 | 41               | 5                    |
| Жінки    | 65      | 17                 | 38               | 10                   |
| Разом    | 121     | 27                 | 79               | 15                   |